# Кастрочело
Кастрочело (итал. Castrocielo) је насеље у Италији у округу Фрозиноне, региону Лацио.
Према процени из 2011. у насељу је живело 871 становника. Насеље се налази на надморској висини од 193 м.

## Становништво
| 1936. | 1951. | 1961. | 1971. | 1981. | 1991. | 2001. | 2011. |
| ----- | ----- | ----- | ----- | ----- | ----- | ----- | ----- |
| 3.226 | 3.192 | 2.859 | 2.913 | 3.528 | 3.710 | 3.750 | 3.969 |